# Бексли-Стейшн
Бексли-Стейшн, станция Бексли (англ. Bexley Station) — пастбищный участок, переданный государством в лизинг частным фермерам, крупное овцеводческое хозяйство в Квинсленде (Австралия).
Хозяйство Бексли-Стейшн расположено примерно в 29 километрах к северу от Лонгрича и в 70 километрах к югу от Маттабарры.
Основанный в 1890 году Эдвардом Годдардом Блюмом, участок выгорел в том же году с потерей большей части кормов и некоторых ограждений. Впоследствии на участке содержались овцы, которые дали 68 тюков шерсти в 1892 году и 71 в 1893 году.
Блюм продал Бексли в 1939 году Т. Скэнлану. Блюм продал 39 800 акров (16 106 га) земли без поголовья, но оставил себе 44 215 акров (17 893 га) Янбуррской части владения.
В 1950 году территория хозяйства Бексли была затоплена в результате наводнения, после чего в поместье началось нашествие змей — на участке были обнаружены 27 экземпляров рептилий. В 1953 году поместье принадлежало У. Г. Аллену и членам его семьи.
В 2001 году поместье, принадлежавшее семье Макферсон, было затоплено в результате наводнения, когда в течение одного шторма, продолжавшегося почти 24 часа, выпало 200 миллиметров осадков.
В 2011 году поместье по-прежнему принадлежало Россу и Мишель Макферсон.

## Галерея

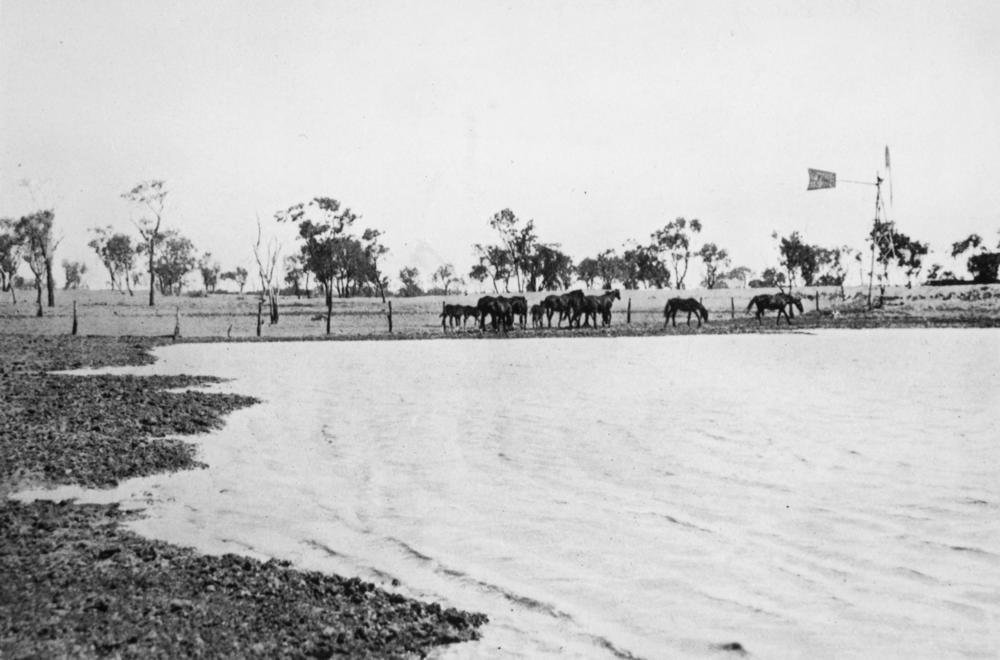
Породистые лошади на станции Бексли, ок. 1913 г.
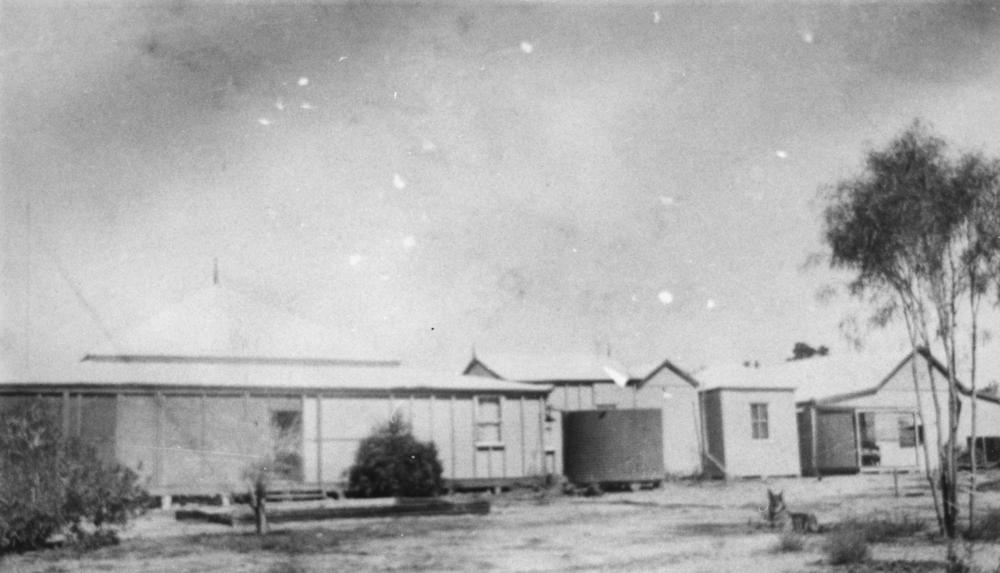
Здания усадьбы Бексли, ок. 1926 г.